# 독일 재군비 선언

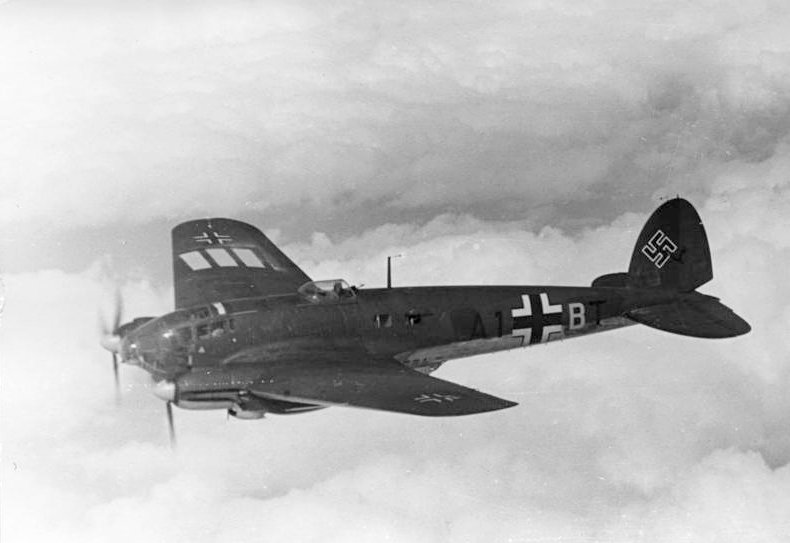
1930년대 비밀리에 진행된 독일 재군비의 일환으로 불법적으로 설계 및 생산된 기술적으로 진보된 항공기 중 하나인 하인켈 He 111

독일 재군비 선언(독일어: Aufrüstung, 독일어 발음: [ˈaʊ̯fˌʀʏstʊŋ])는 제1차 세계 대전 이후 또 다른 전쟁을 막기 위해 독일에 무장해제를 요구했던 베르사유 조약을 위반하여 1918년부터 1939년까지 독일이 수행한 재무장 정책 및 관행이었다. 이는 조약 체결 직후 소규모의 비밀스럽고 비공식적인 형태로 시작되었으며, 나치당이 1933년에 정권을 잡은 후에는 공개적으로 대규모로 확대되었다.
바이마르 공화국 하에서 재무장을 향한 초기 단계는 자유군단과 시민방위대를 포함한 준군사 조직에 대한 지원과 함께 시작되었지만, 정부는 1921년까지 대부분의 그러한 조직을 금지했다. 독일군과 소비에트 러시아 간의 비밀 협력은 1921년에 시작되어 베르사유 조약에 의해 금지된 무기 훈련 및 제조를 포함하도록 성장했다. 1926년, 군 지도부는 이전에 비밀이었던 계획을 민간 정부에 공개하고 그 협력하에 1938년까지 21개 사단 병력을 창설하기 위한 두 가지 대규모 재무장 계획에 착수했다. 그러나 당시의 열악한 경제 상황은 1933년 나치가 정권을 잡기 전까지 그 결과를 심각하게 제한했다.
나치 정권 하의 재무장은 훨씬 더 공격적으로 변모했다. 계획과 그 자금 조달은 1935년까지 비밀로 유지되었고, 그 시점에 아돌프 히틀러가 공개적으로 발표했다. 제1차 세계 대전에서 독일과 싸웠던 유럽 국가들은 주로 히틀러를 달래려는 시도를 통해 반응했다. 많은 미국 기업들은 독일 기업과의 유대를 통해 독일의 재무장 계획에 참여했다.

## 역사

### 바이마르 공화국

#### 개요
제1차 세계 대전에서의 독일의 패배와 베르사유 조약의 평화 조건은 바이마르 공화국군인 국가방위군 지도부의 사고방식을 형성했다. 조약의 무장해제 조항은 미래의 독일군이 공격 작전을 수행할 수 없도록 의도되었다. 병력은 장교 4,000명과 참모부 없이 10만 명으로 제한되었고, 해군은 최대 15,000명의 병력과 1,500명의 장교를 가질 수 있었다. 독일은 공군, 전차, 독가스, 중포, 잠수함 또는 드레드노트를 가질 수 없었다. 상당수의 함선과 모든 항공 관련 무기는 해체해야 했다. 군 지도부는 크게 축소된 군대를 제한을 받지 않는 더 큰 군사력을 위한 중간 단계이자 출발점으로 보았다.
군 재건이라는 목표를 달성하기 위해 국가방위군 지도부는 공화국의 법이기도 했던 베르사유 조약을 위반할 준비가 되어 있었다. 그들이 취한 불법적인 조치에는 자유군단 부대와 지역 시민방위대(Einwohnerwehren) 그룹에 군사 훈련과 장비를 제공하는 것이 포함되었다. 흑색 국가방위군 창설, 로만 스캔들에서 밝혀진 것과 같은 비밀 자금 조성, 무기 산업에 대한 국가 개입 위장(Montan-Schema), 독일 무기 산업 확장 비밀 계획(Statistische Gesellschaft), 카이저 빌헬름 협회와의 협력을 통한 비밀 무기 연구, 병무청이라는 위장 명칭 아래 금지된 참모본부 유지, 근본적인 전술 및 기술 지식을 얻기 위해 소련과 군사적으로 협력하는 것이 포함되었다. 그러나 1930년대 초반까지 이러한 조치들의 범위와 효율성은 비교적 낮았다.

#### 초기 진행

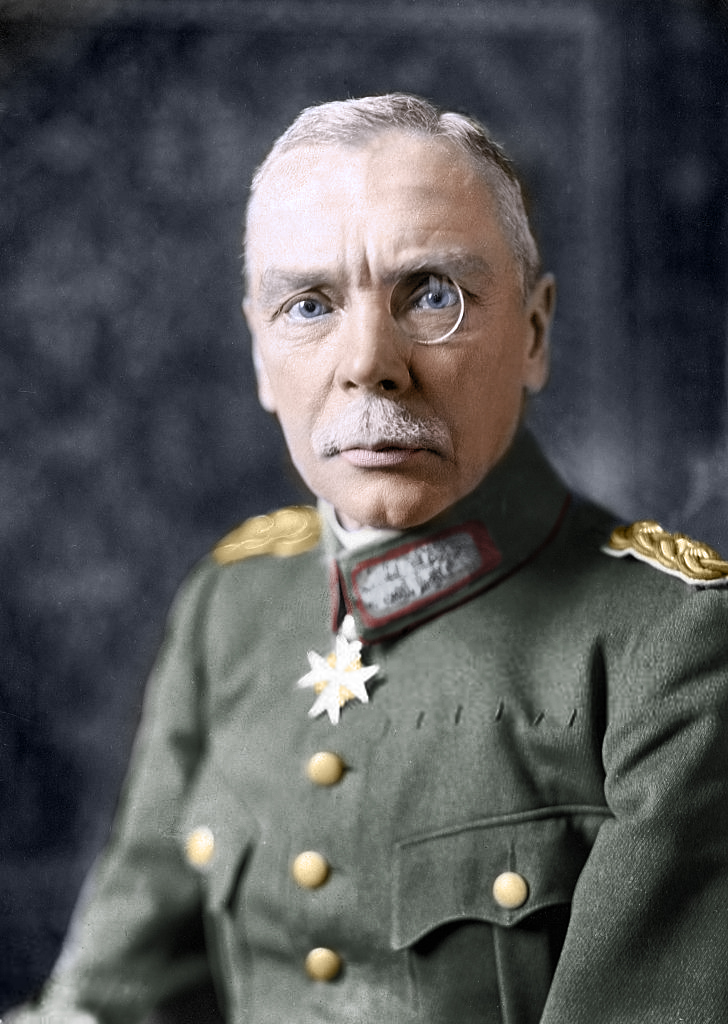
국가방위군의 2대 참모총장 한스 폰 젝트

독일군의 전투력 재건을 위한 첫걸음은 육군과 정부가 준군사 병력을 활용하면서 시작되었다. 바이마르 공화국 초기에는 공화국 정부와 초대 국방부 장관 구스타프 노스케의 지원으로 준군사 조직인 자유군단이 급증했다. 자유군단 부대는 주로 공산주의 봉기에 맞서 정규군을 대신하거나 보충하는 데 사용되었다. 1920년 3월 한스 폰 젝트가 육군사령관이 된 후 그 힘은 약화되기 시작했다. 그는 이들을 반란의 징조로 보고 정부의 지원을 제한했다. 베르사유 조약의 제한을 벗어난 비공식 군대 건설을 우려한 프랑스의 압력으로 자유군단은 1921년 5월 공식적으로 금지되었다. 젝트는 국가방위군이 더 이상 국경을 경비할 충분한 병력을 가지고 있지 않다고 판단하고 흑색 국가방위군을 조직했다. 이는 독일군의 비밀 부대로서 요제프 비르트 총리의 지원을 받는 비합법적인 준군사 조직이었다. 흑색 국가방위군은 5만에서 8만 명으로 추정되는 병력으로 성장했지만, 한 번도 작전에 투입되지 않았고 일부 구성원이 연루된 퀴스트린 푸치 실패 후 1923년 말에 해산되었다.
시민방위대는 1919년 초 소규모 민간인 그룹을 모집하여 좌파 혁명군에 대한 신속한 지원을 제공하기 위해 조직되었다. 이는 정부, 국가방위군, 자유군단의 지원과 보급을 받았다. 연합국 군사 통제 위원회의 시민방위대 해체 요구가 반복되자 정부는 1921년 5월 24일 이를 금지했다. 많은 전직 대원들은 자유군단과 흑색 국가방위군이 금지된 후와 마찬가지로 다양한 "준나치" 그룹에 가입했다.
독일의 소련 내 비밀 재무장 프로그램은 1921년 국방부가 젝트 장군의 승인과 요제프 비르트 총리의 인지 하에 특수R부를 설립하면서 시작되었다. 처음에는 "무장 사업"과 소련 내 독일군 훈련 캠프에서 베르사유 조약으로 금지된 무기 사용 훈련이 포함되었다. 1922년 11월, 독일과 소련 간의 라팔로 조약이 체결된 직후, 소련 정부와 융커스 항공회사는 독일을 위한 항공기 제작에 협력하기 시작했다. 1924년부터 독일 조종사들은 리페츠크 전투기 조종사 학교에서 융커스, 하인켈, 도르니에 항공기를 사용하여 비밀리에 훈련을 받았다. 협력은 1926년 독가스 제조와 카마 전차 학교 설립으로 확대되었으나, 소련 내 프로젝트에 투자하려는 독일 기업들의 망설임으로 인해 새로운 사업은 크게 진전되지 못했다. 정부 자금은 가짜 예산 항목으로 숨겨졌고 고위급 위원회의 감시를 받았다.
1926년에 설립된 독일 국영 항공사인 루프트한자는 당시 군사 모델과 유사한 항공기를 사용했으며, 이 회사의 존재는 국내 항공기 제조 산업의 성장과 조종사 훈련을 가능하게 하여 독일의 공군 보유 금지를 회피하여 군사적 용도로 전환될 수 있었다. 1930년 발터 도른베르거는 군사용 액체 연료 로켓 개발을 맡았는데, 이는 베르사유 조약에 언급되지 않은 기술이었다. 나치 정권 하에서 그는 V2 로켓 프로그램에 참여하게 되었다.

#### 정부 개입

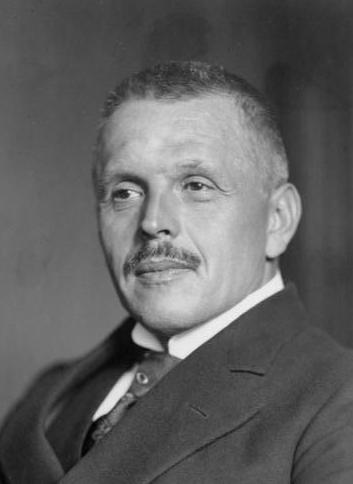
국방부 장관 오토 게슬러

1926년 10월 젝트가 육군최고사령관직에서 해임되자, 빌헬름 하이예 장군 휘하의 신임 지도부는 국가 의회(의회)와의 협력만이 원하는 재군비 조치에 대한 정치적 안전장치를 제공할 것이라고 깨달았다. 이는 국가방위군과 회의적으로 바라보던 정부 간의 관계에 전환점이 되었다. 1926년 11월 29일, 국방부 장관 오토 게슬러는 육군과 해군 지휘관을 대동하고 빌헬름 마르크스 총리의 내각에 국가 지도부에 대한 비밀을 포기하고, 그 이후부터는 취해진 재군비 조치에 대해 포괄적인 정보를 제공할 것이라고 발표했다. 그는 군대가 "항상 현대 군대의 핵심, 즉 훈련 대대라고 할 수 있는 것을 제공할 수 있는 위치에 있어야 하며" "평화 조약을 넘어서는 특정 보안 조치"가 필요하다고 말했다. 그는 "내각은 어떤 정도로 그 조치들을 정치적으로 지원할지 결정해야 할 것이며" 국가방위군은 내각이 결정한 프로그램을 따를 것이라고 약속했다.
12월 6일, 국가 의회의 최대 정당이었지만 마르크스 내각에는 포함되지 않았던 사회민주당(SPD) 지도부는 마르크스, 게슬러, 외무부 장관 구스타프 슈트레제만과 만나 국가방위군의 비밀 재무장에 항의하고 중단을 요구했다. 그들은 자신들이 파악한 내용을 상세히 담은 자료를 제출하고 공개를 위협했다. 사회민주당은 국가방위군이 소련과 협력하고 있다는 정보 외에도, 국가방위군이 오랫동안 우익 준군사 조직과 협력하여 위장 군 예비군(시민 방위대)을 만들었으며, 국가방위군이 지역 장교 네트워크를 통해 이들과 협력하고 군사 스포츠 훈련과 비밀 무기 은닉처를 조직했다는 정보를 가지고 있었다. 게슬러는 자료를 검토하는 데 동의했지만, 사회민주당은 그가 상황을 깨끗이 정리하여 국가 의회의 통제 하에 둘 것이라고 믿지 않았다. 1926년 12월 16일, 사회민주당의 필리프 샤이데만은 국가 의회에서 국내 우익 단체 및 소련군과의 비밀 협력을 비난하는 연설을 했다. 사회민주당 외부의 반응은 압도적으로 부정적이었으며 마르크스 내각의 개편 외에는 거의 결과가 없었다. 내각은 우익으로 기울었고, 게슬러는 국방부 장관으로 남았다.

#### 공식 무장 프로그램
1927년 2월 26일 내각 회의에서 국방부의 육군 고등사령부 연락관이었던 쿠르트 폰 슐라이허 대령의 주장에 설득된 하이예 장군은 비밀 재무장에 대한 합의를 도출하기 위해 주와 정당들을 포함하는 위원회를 구성할 것을 제안했다. 마르크스 총리는 내각이 조치 자금 조달에 대한 책임을 져야 한다고 말하며 동의했다. 헤르만 뮐러 총리는 같은 노선을 따랐다.
거의 2년간의 준비 작업을 거쳐 제1차 무장 프로그램은 1928년 9월 29일 육군 참모총장의 승인을 받았고, 10월 18일 뮐러 내각에서 채택되었다. 이 프로그램은 처음으로 육군의 전체 물질적 재무장 계획을 5개년 프로그램으로 통합했으며, 제한된 무기 비축량으로 16개 사단 규모의 군대를 위한 비상 무장에 목표를 두었다. 이 목표는 1932년까지 3억 5천만 라이히스마르크의 비용으로 달성될 예정이었다. 원래 21개 사단 규모의 군대 계획은 경제적인 이유로 거부되었다. 육군은 가장 큰 몫을 받았고, 해군은 연간 약 7백만 라이히스마르크를 받았다. 3억 5천만 라이히스마르크는 정부 내 모든 정당의 전적인 승인을 받아 비밀 자금을 통해 예산에 충당되었다. 예산 승인을 위해 감사원, 국방부, 재무부에서 각 1명씩의 대표로 구성된 국무차관 위원회가 설립되었다. 이 위원회는 국가 의회의 감독을 받지 않았다.
첫 번째 프로그램의 결과는 인상적이지 않았다. 1931년 봄, 육군은 여전히 시험 중인 전차 10대만을 보유하고 있었고, 개발 단계를 넘어선 대전차포나 전차용 2센티미터 기관총은 없었다.

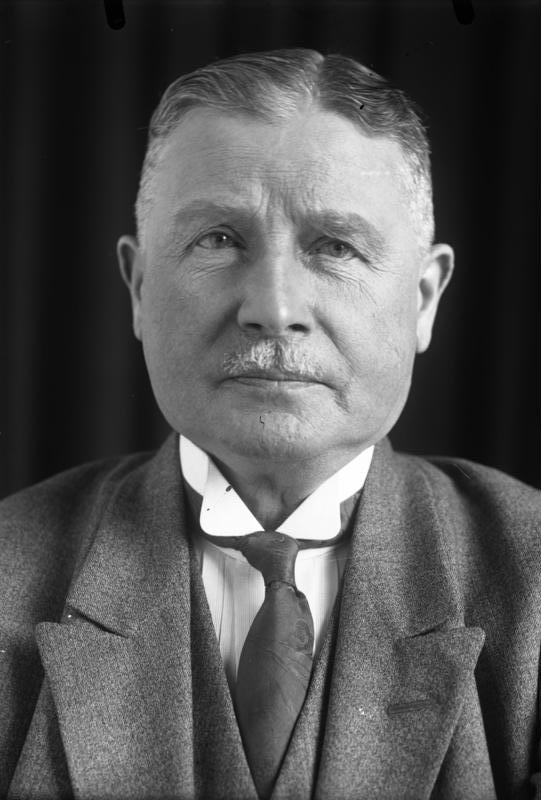
제2차 무장 계획의 주역인 빌헬름 그뢰너

1928년 1월 빌헬름 그뢰너가 새로운 국방부 장관으로 임명되면서 군비 증강 노력은 탄력을 받았다. 그뢰너는 이를 이끌 정치적, 경제적, 군사적 전문성을 갖추고 있었기 때문이다. 나치 독일의 재무장 기반을 형성한 제2차 무장 계획은 1932년 봄에 채택되었다. 4억 8천 4백만 라이히스마르크의 비용으로, 이 계획은 필요한 장비, 무기, 탄약과 6주 분량의 비축량을 포함하여 21개 사단 규모의 육군을 창설하는 것이었다. 처음으로 포함된 공군은 1억 1천만 라이히스마르크를 받아 총 150대의 항공기(정찰기 78대, 전투기 54대, 폭격기 18대)로 구성될 예정이었다. 대공황으로 인한 어려운 경제 상황 때문에 이 계획은 5년(1933년 4월~1938년 3월)으로 설계되었다. 11월에 수정된 내용은 1938년 봄까지 총 57만 명의 병력이 현역으로 복무해야 한다는 것이었다. 최대의 무장을 위해 정교하게 계산된 프로그램이었기 때문에 경제 상황에 특히 민감하게 반응했으며, 그 결과 그뢰너는 5년간 정부에 10억 마르크의 추가 자금을 요청해야 했다. 일부 군수 회사들의 가격 독점으로 인해 재정 상황은 더욱 악화되었다. 베르사유 조약에 따라 소수의 회사만이 무기를 제조할 수 있었기 때문에 이들 중 소수는 사실상 독점적인 위치에 있었다.
바이마르 공화국의 군비 정책을 회고해 보면, 장기적이고 포괄적인 군비 계획은 민족사회주의자의 집권과 함께 시작된 것이 아니라 공화국의 두 가지 군비 프로그램과 함께 시작되었음이 분명히 드러난다.

### 나치 정부 시대: 1933년~1945년
1933년 1월 아돌프 히틀러의 권력 장악 이후, 나치당은 훨씬 확대되고 더욱 공격적인 재무장 정책을 추진했다. 집권 과정에서 나치당(NSDAP)은 독일의 잃어버린 민족적 자부심을 되찾겠다고 약속했다. 그들은 베르사유 조약과 바이마르 공화국의 묵인이 모든 독일인에게 치욕이라고 주장하며 군사적 재무장을 제안했다. 재무장은 독일 정부의 최우선 과제가 되었다. 히틀러는 이후 독일 역사상 가장 큰 산업 생산 확장을 주도했다.

#### 자금 조달
독일 재무장 정책의 주요 인물은 내무부 장관 빌헬름 프리크와 1923년부터 1930년까지 국가은행 총재를 지낸 얄마르 샤흐트였다. 메포와 같은 유령 회사들이 재무장 자금을 조달하기 위해 설립되었다. 메포는 나치 독일 정부가 발행한 일련의 약속어음인 메포 어음을 통해 재무장에 필요한 막대한 자금을 확보했다. 도이체 페어케르스플리거슐레와 같은 비밀 조직은 미래 루프트바페의 조종사를 훈련시키기 위해 민간 위장으로 설립되었다. 비록 사용 가능한 통계에는 비시민권자나 여성은 포함되어 있지 않지만, 나치의 대규모 재무장 정책은 1930년대 거의 완전 고용을 이끌었다. 재무장은 독일의 많은 공장에 갑작스러운 변화를 가져왔다. 많은 산업들이 대공황으로 인한 심각한 위기에서 벗어났다.
메포 어음의 발행은 나치 독일이 재무장으로 나아가는 첫 번째 재정적 조치였다. 베르사유 조약은 독일 정부의 재무장을 금지했다. 따라서 히틀러가 달성하려는 역량으로 재무장하기 위해서는 국가은행이 재무장 프로그램에 거의 무제한적인 신용을 제공하면서도 정부 부채의 축적을 국제 사회로부터 숨겨야 했다. 이러한 목표와는 달리 당시 국가은행 총재 한스 루터는 재무장에 1억 라이히스마르크의 신용만 제공하려 했고, 이를 우회하기 위해 히틀러는 루터를 얄마르 샤흐트로 교체했다. 샤흐트는 루터의 "고용 창출 어음" 프로그램을 독일 정부가 프로그램에 무제한적인 신용을 받을 수 있도록 하는 시스템으로 전환했다. 샤흐트는 메탈루르기셰 포어슝스-G.m.b.H라는 유령 회사를 설립하여 "은폐된 형태의 돈으로 기능"할 단기 재무부 어음을 발행했다. 이 회사는 1938년까지 120억 라이히스마르크 이상의 메포 어음을 판매했으며, 이 돈은 모두 재무장 자금으로 사용되었다. 샤흐트의 회사가 실질적인 기능을 하지 않고 정부 발행 부채의 단순한 허울 역할만 했기 때문에, 나치 정권은 국제 사회로부터 재무장 자금을 숨길 수 있었다. 메포 프로그램이 없었다면 국제 사회는 나치 독일의 자금 조달에 즉시 경각심을 가졌을 것이고, 재무장 프로그램은 외부 개입으로 위협받았을 것이다.
또 다른 자금시장 사기의 사례로, 샤흐트가 미국의 국제 환율 시스템을 조작하여 독일에 차익거래 기회를 제공하고 재무장 프로그램 자금을 조달한 것을 들 수 있다. 1933년 국가은행 총재가 된 샤흐트는 미국 정부에 독일 기업, 정부, 지방 자치 단체가 미국 채권 보유자에게 미국 달러 표시 채무에 대한 이자 지급을 할 수 없을 것이라고 말했다. 이자 지급 취소는 독일이 국고에 외환이 부족하다고 주장했기 때문이었다. 대공황 기간 동안 독일의 외환 자원이 고갈되기는 했지만, 독일 정부는 채권 이자 지급을 완전히 중단할 만큼 외환이 부족하지는 않았다. 대신 독일 정부는 외환을 재무장과 해외 활동 자금 조달에 사용하기를 원했는데, 그 예로 콘라트 헨라인과 주데텐 독일인당에 대한 지원이 있었다. 이렇게 함으로써 샤흐트는 차익거래 기회를 포착했다. 채무 불이행을 통해 독일은 미국 시장에서 채무 가치를 하락시켰고, 이후 "실재하지 않는다고 주장된 외환으로 액면가의 극히 일부에 해당하는 가격으로 채권을 재매입"할 수 있었다. 채무 구매자는 채권을 발행인에게 되팔고 미국 달러 표시 채무를 라이히스마르크로 교환할 수 있었다. 그러면 독일 정부는 받은 외환을 재무장 프로그램에 사용할 수 있었는데, 예를 들어 이 프로그램에서 축적한 미국 달러로 미국 항공기 부품을 구매하는 식이었다. 샤흐트는 이 프로그램을 더욱 확장하여 독일 수출업자가 외환 보유고의 일부를 사용하여 채무를 구매하도록 허용했다. 그러면 그들은 채무를 채무자에게 라이히스마르크로 되팔아 채권 보유자의 희생으로 수출을 보조하면서 독일 채무자가 대폭 할인된 가격으로 채무를 재매입할 수 있도록 했다. 미국 채권 보유자는 채권 가치가 크게 하락할 위험을 감수하거나 독일 수출업자에게 재판매할 수 있었다. 샤흐트의 계획은 나치 정권이 재무장과 해외 선전 활동 지원에 사용할 수 있는 외환을 만들도록 허용했다.

#### 공개 재무장
1935년 들어 히틀러는 베르사유 조약에 명시된 군사적 제한을 공개적으로 거부했다. 3월 16일 재무장이 발표되었고, 징병제도 재도입되었다.
그때까지 특정 전통 제품에 특화되어 있던 일부 대기업은 생산 패턴을 다양화하고 혁신적인 아이디어를 도입하기 시작했다. 예를 들어, 조선소는 항공기를 설계하고 건조하기 시작하는 지사를 설립했다. 따라서 독일의 재무장은 특히 항공 분야에서 발전된, 때로는 혁신적인 기술 개선의 기회를 제공했다.
노동사학자의 연구에 따르면, 1930년대 독일의 많은 노동자는 자신들이 만들고 있는 무기에 열정적으로 공감했다. 이는 부분적으로 군수 산업에 필요한 숙련된 노동의 높은 위상 때문이었지만, 무기 그 자체와도 관련이 있었다. 무기들은 국가적 힘의 표현이자 독일 민족의 공동 재산이었다. 애덤 투즈는 2008년에 전쟁 중 전차 승무원들에게 주어진 훈련 매뉴얼이 이러한 연관성을 명확히 보여주었다고 언급했다.
탄환 한 발을 발사할 때마다 아버지는 세금으로 100 라이히스마르크를 냈고, 어머니는 공장에서 한 주 동안 일했다 ... 티거 전차는 총 80만 라이히스마르크와 30만 시간의 노동력이 들었다. 3만 명이 한 주 전체 임금을 내고, 6천 명이 한 주 동안 일해서 당신이 티거 전차를 가질 수 있게 되었다. 티거 전차의 병사들이여, 그들은 모두 당신을 위해 일한다. 당신 손에 무엇이 들려 있는지 생각하라!
스페인 내전(1936년~1939년)은 재무장 기간 동안 독일 공장에서 생산된 신형 무기의 성능을 시험하기에 이상적인 시험장이 되었다. 많은 항공 폭격 기술(예: 급강하 폭격)은 콘도르 군단 독일 원정군에서 프란시스코 프랑코 장군 허가 하에 스페인 영토에서 공화당 정부에 맞서 시험되었다. 그러나 히틀러는 자신의 장기적인 계획이 평화적이라고 주장했는데, 이는 블룸멘크리크("꽃 전쟁")로 명명된 전략이었다. 1930년대의 재무장은 독일 경제를 총력전에 대비시키는 다양한 이론의 발전을 가져왔다. 이 중 첫 번째는 게오르크 토마스가 제시한 '심층 방어'였다. 그는 독일 경제가 자급자족을 달성해야 한다고 제안했으며, 이를 지지하는 주요 인물 중 한 명은 IG 파르벤이었다. 히틀러는 자급자족에 전폭적인 지지를 보내지 않았고, 모든 분야에서 무장 세력의 발전을 옹호하고 독일의 전시 경제 준비에 관심이 없었던 '폭넓은 방어' 개발을 목표로 했다.
재무장 프로그램은 독일 장교단의 규모를 빠르게 증가시켰고, 성장하는 군대를 조직하는 것이 1939년 9월 1일 제2차 세계 대전이 시작될 때까지 그들의 주요 임무가 되었다. 요한 폰 킬만세그 백작(1906~2006년)은 나중에 36개 사단을 장비시키는 매우 복잡한 과정 때문에 자신과 동료들이 더 큰 문제에 대해 생각할 여유가 없었다고 말했다.
어쨌든 히틀러는 1938년 9월 26일 베를린 슈포르트팔라스트에서 국방군 재무장 명령을 내린 후 "솔직히 인정하건대, 우리는 세계가 지금까지 본 적 없는 수준으로 재무장했다"고 자랑할 수 있었다.

## 다른 국가의 묵인
제2차 세계 대전 이후, 독일의 재무장이 각국 정부들 사이에서 공공연한 비밀이었는지에 대한 논의가 학자들과 일반인들 모두 사이에서 이루어졌다. 연합국 정부들이 독일을 더 일찍 제지하고 개입하지 못한 것은 1930년대의 유화정책과 관련하여 자주 논의된다. 핵심 질문은 연합국이 1939년 9월보다 더 일찍 "마지노선"을 그었어야 했는지 여부이며, 이는 덜 파괴적인 전쟁과 어쩌면 홀로코스트의 방지를 가져왔을 수도 있다. 그러나 히틀러가 그렇게 빨리 그리고 그렇게 멀리까지 과도하게 나아가지 않도록 만든 어떤 조치라도 유럽을 더 느리게 성장하는 나치 제국으로만 만들었을 것이며, 이는 나치 버전의 철의 장막 뒤에서 안전하게 홀로코스트와 성공적인 독일 핵무기 프로그램을 위한 충분한 시간을 남겨두었을 가능성도 있다. 조지 케넌은 다음과 같이 말했다. "의심할 여지 없이, 그러한 정책은 나치 정권에게 더 큰 신중을 강요하고 그들의 시간표를 실행하는 데 더 느리게 진행하도록 만들었을 수 있다. 이러한 관점에서, 라인란트 재무장 당시(1936년 3월 7일)의 강경함은 뮌헨 당시의 강경함보다 훨씬 더 좋은 결과를 가져왔을 것이다."

### 미국 기업의 참여
약 150개의 미국 기업이 독일의 재무장에 참여하여 원자재부터 기술 및 특허 지식에 이르기까지 모든 것을 독일 기업에 공급했다. 이는 미국 및 독일 기업과 그 자회사 간의 복잡한 비즈니스 이해관계, 합작 투자, 협력 계약, 상호 소유권 네트워크를 통해 이루어졌다. 미국 기업이 독일 기업(일부는 독일 국가가 설립한 MEFO 전선 회사였음)에 공급한 자원에는 합성고무 생산 기술(듀폰 및 스탠다드 오일 뉴저지), 통신 장비(ITT), 컴퓨팅 및 표 계산 기계(IBM), 항공 기술(융커스 Ju 87 폭격기 개발에 사용됨), 연료(스탠다드 오일 뉴저지 및 스탠다드 오일 캘리포니아), 군용 차량(포드 및 제너럴 모터스), 자금(유니온 뱅킹 코퍼레이션과 같은 은행을 통한 투자, 중개 서비스, 대출), 협력 협정, 생산 시설 및 원자재가 포함되었다. 듀폰은 IG 파르벤과 데구사의 주식을 소유했으며, 이들 회사는 치클론 B의 생산 업체인 데게슈를 통제했다.
이러한 참여는 재정적 이득뿐만 아니라, 어떤 경우에는 이념적인 동기도 있었다. 듀폰의 이사이자 전 사장이었던 이레네 뒤퐁은 나치 인종 이론의 지지자였고 우생학의 주창자였다.

## 같이 보기
- 영국-독일 해군협정
- 메포
- 도이체 페어케르스플리거슐레
- 영국의 재무장
- 서독 재무장

## 참고 문헌
- Corum, James S. The Luftwaffe: Creating the Operational Air War, 1918-1940 (1997)
- Muller, Richard R. "Hitler, Airpower, and Statecraft." in Robin Higham and Mark Parillo, eds., The Influence of Airpower Upon History: Statesmanship, Diplomacy, and Foreign Policy Since 1903 (2013): 85+.
- Overy, Richard J. War and Economy in the Third Reich (1995).
- Slepyan, Kenneth. "Mass Production and Mass Dictatorships: The Economics of Total War in Nazi Germany and the Soviet Union, 1933–1945." in Paul Corner and Jie-Hyun Lim, eds. The Palgrave Handbook of Mass Dictatorship (Palgrave Macmillan, London, 2016. 293-308.
- Tooze, Adam. The wages of destruction: The making and breaking of the Nazi economy (2008).